# Phytoecia asiatica
Phytoecia asiatica — вид жесткокрылых из семейства усачей.

## Распространение
Распространён в восточной части Турции и на Кавказе, в Армении.

## Описание
Жук длиной от 7 до 13 мм. Время лёта с апреля по июль.

## Развитие
Жизненный цикл вида длится один год.

## Подвиды
- Phytoecia asiatica asiatica Pic, 1891
- Phytoecia asiatica sublineata Holzschuh, 1984